# Saddem Hmissi

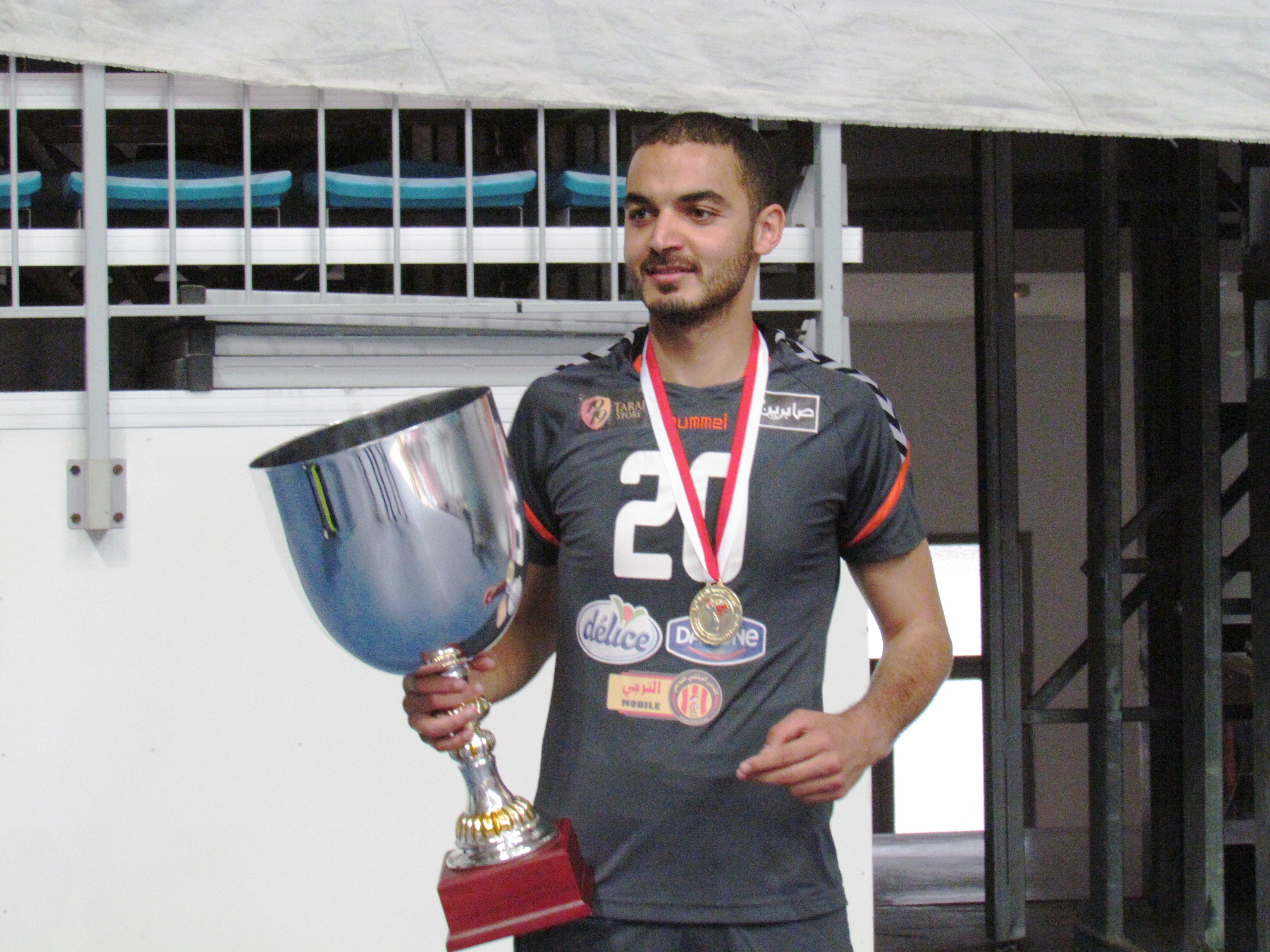
Saddem Hmissi z pucharem po zdobyciu Mistrzostwa Tunezji w 2018 roku

Saddem Hmissi (ur. 16 lutego 1991 w Nabul) – tunezyjski siatkarz, reprezentant kraju, grający na pozycji libero. 

## Sukcesy klubowe
Klubowe Mistrzostwa Afryki:
- 2014, 2021
- 2013, 2015, 2016

Mistrzostwo Tunezji:
- 2015, 2016, 2018, 2019, 2020
- 2014, 2017
- 2013

Klubowe Mistrzostwa Arabskie:
- 2014
- 2018, 2019

Puchar Tunezji:
- 2014, 2017, 2018, 2019, 2020

Superpuchar Tunezji:
- 2017, 2018

## Sukcesy reprezentacyjne
Mistrzostwa Afryki Kadetów:
- 2008

Mistrzostwa Arabskie Kadetów:
- 2009

Mistrzostwa Afryki Juniorów:
- 2010

Mistrzostwa Arabskie:
- 2012

Igrzyska Śródziemnomorskie:
- 2013

Mistrzostwa Afryki:
- 2017[1], 2019[2], 2021
- 2013

## Nagrody indywidualne
- 2008: Najlepszy przyjmujący Mistrzostw Afryki Kadetów
- 2009: Najlepszy libero Mistrzostw Arabskich Kadetów
- 2009: Najlepszy broniący Mistrzostw Świata Kadetów
- 2014: Najlepszy libero Klubowych Mistrzostw Arabskich
- 2021: Najlepszy libero Klubowych Mistrzostw Afryki